# Glan-Münchweiler
Glan-Münchweiler – miejscowość i gmina w Niemczech, w kraju związkowym Nadrenia-Palatynat, w powiecie Kusel, wchodzi w skład gminy związkowej Oberes Glantal. Do 31 grudnia 2016 siedziba gminy związkowej Glan-Münchweiler.